# 凹唇石仙桃
凹唇石仙桃（学名：Pholidota convallariae）为兰科石仙桃属下的一个种。